# Michel Ricaud
 (mai 2020).
Si vous disposez d'ouvrages ou d'articles de référence ou si vous connaissez des sites web de qualité traitant du thème abordé ici, merci de compléter l'article en donnant les références utiles à sa vérifiabilité et en les liant à la section « Notes et références ».
Pour les articles homonymes, voir Ricaud.
Michel Ricaud est un réalisateur français de films pornographiques, né le 25 novembre 1944 à Paris et mort le 28 juin 1993 aux Seychelles, ayant travaillé notamment pour le producteur et distributeur Marc Dorcel. Il a aussi utilisé les pseudonymes de Michel Richard, Michel Bistre, Éric Bistre, Richard Romain, Michel Garfield ou Mike Garfield.

## Biographie
Après avoir suivi des études d'arts appliqués et dirigé une boîte de publicité, Michel Ricaud exerce à la fin des années 1960 le métier d'éditeur. Il publie alors des journaux érotiques tels que Sexy roman ou Sexe-Hebdo qui sont vendus par correspondance. Ses productions devenant de plus en plus hard, il subit plusieurs interdictions et de nombreux procès. En 1992, il est ainsi mis en examen pour « coups et blessures » dans le cadre du tournage du film La star déchue, envers la personne de l'actrice Tennessy.  
Après avoir réalisé plusieurs films X distribués en salle (Perversions, 1975), il réalise pour la société Proserpine Et il voulut être une femme qui met en scène la vie intime d'une femme transgenre. Dans les années 1980 à 1990, Michel Ricaud est un réalisateur prolifique et l'un des plus appréciés du public. Il réalise notamment Du boudoir au trottoir (1988), La Femme en noir (1988), Les Putes de l'autoroute (1990), La Vénus bleue (1994) et Étreintes à la prison de femmes.
Le dernier jour de tournage de Club Private In Seychelles, le 28 juin 1993, il revient, avec Pierre Woodman, sur les lieux de la dernière scène tournée du film, une plage aux gros rochers granitiques. D'après Pierre Woodman, Michel Ricaud se serait fait surprendre par un mini tsunami et il se serait noyé,.

## Citations
- « La pornographie est un art dont les artistes sont parfois incompris. »[réf. nécessaire]

## Récompenses
- Hot d'or du meilleur réalisateur européen en 1992, 1993 et 1994.

## Filmographie
- 1972 : Sado-sexe avec Benoît Archenoul (sous le nom de Michel de Vessie)[4]
- 1972 : Les salopes attaquent (sous le nom de Michel de Vessie)
- 1972 : Sexe de sang avec Benoît Archenoul (sous le nom de Michel de Vessie)
- 1974 : La Scoutmoune, court métrage coréalisé avec Jean-Claude Maillet avec Pierre Dac[5]
- 1975 : Un blockhaus dans la ville, court métrage coréalisé avec Jean-Claude Maillet
- 1975 : Perversions (ou Perversions en chaine) avec Claudine Beccarie, Alban Ceray, Charlie Schreiner
- 1977 : Le Train de 3H13, court métrage[6]
- 1977 : Déculottez-vous, les starlettes (ou Playmate anale) avec Guy Royer
- 1977 : Initiation à la suédoise (ou Bondage Orgie) avec Élisabeth Buré, Jean-Pierre Armand
- 1978 : Et il voulut être une femme
- 1978 : Partouzez-moi (ou Partouzes pour jouir ou Hot Love) avec Christel Loris et Jack Gatteau
- 1979 : Baisodrome pour échangistes (ou Maison de rendez-vous) avec France Lomay, Jack Gatteau, Diane Dubois
- 1979 : Les Bonnes Suceuses (ou Échanges contre nature ou Villa à louer) avec Agnès Lemercier, Jack Gatteau, Diane Dubois
- 1980 : Histoires de cul avec Catherine Ringer, Cyril Val, Jean-Pierre Armand
- 1980 : Violée mais consentante avec Marilyn Jess, Cathy Stewart, Dominique Aveline
- 1980 : Blue Emmanuelle ou Pleasure Island
- 1981 : Le Port du sexe avec Élisabeth Buré, Jack Gatteau, Richard Allan, Céline Gallone
- 1981 : Le Fou de Montmorency
- 1981 : Prostitution masculine
- 1981 : L'Éducation d'Orphélie (ou L'Éducation anglaise) avec Sussane Laesson, Catherine Ringer, Jean-Pierre Armand, Guy Royer
- 1982 : Valérie tourne mal (ou La Novice)
- 1982 : Le Viol : Pourquoi ? Comment ?
- 1982 : Les Reines du peep-show
- 1982 : Les Producteurs du vice
- 1982 : Corps de chasse (ou Cette femme est un homme) avec Jacky Arnal, Jean-Pierre Armand, André Kay
- 1982 : Amant... pour elles et lui (ou The French Touch)
- 1982 : À l'école du trottoir
- 1982 : Caresses et Positions
- 1982 : Les Signes du zodiaque
- 1982 : L'Enfer du sexe
- 1983 : Destination... enfer (ou Mecs à partouze) avec Piotr Stanislas
- 1983 : La Dernière des putes (ou Chatte en chasse) avec Sandro Lobus, Nadine Proutnal
- 1983 : Branche-moi l'antenne au cul (ou Violation de domicile) avec Cathy Stewart
- 1983 : La Puberté sensuelle avec Jacques Marbeuf, Sandy Wilson, Sylvain Ray
- 1983 : Les Gretchen sodomisées avec Tania Valys
- 1983 : Allô Sodo 69-69
- 1983 : Roule-moi un patin, salope avec Brigitte Verbecq et Piotr Stanislas
- 1983 : Sapho Connexion
- 1983 : Rencontres inattendues avec Érika
- 1983 : Les 14 ans d'Aurélie
- 1983 : Le Diable au cul
- 1983 : La Plage des enculées
- 1984 : Emmanuel (ou Transaction 2) avec Érika et Piotr Stanislas
- 1984 : Tu l'as dans le cul, marraine avec Jacky Arnal, Marianne Aubert, Jacques Marbeuf
- 1984 : Chaleurs anales
- 1984 : Nymphomanes et sexes gloutons
- 1984 : Sex-appeal sur tapis vert (ou Pussy Roulette)
- 1984 : Le Yacht de l'amour
- 1984 : Les Sœurs diaboliques
- 1984 : Les Olympiades de l'amour
- 1984 : Les 7 Pécheresses
- 1984 : Les Grues au septième ciel (court métrage de 28 minutes avec Yoko et Franck Mazard)
- 1985 : Le Diable entre les cuisses
- 1985 : Fantasmes mammaires pour lesbiennes en chaleur (ou Big Boobs Party) (sous le nom de Mike Garfield)
- 1985 : Mamelles Bondage avec André Kay et Lynn Armitage (sous le nom de Mike Garfield)
- 1985 : Les Esclaves du sexe (ou The Inn of Leather Passions) (sous le nom de Mike Garfield)
- 1986 : Pulsions inavouables avec Christophe Clark
- 1986 : Amazoniac Lesbos (ou Lesbiennes Love 1 ou Country Girls in Heat) avec Marie-Christine Chireix
- 1986 : Amazoniac Lesbos 2 (ou Lesbiennes Love 2 ou Country Girls in Heat 2) avec Marie-Christine Chireix
- 1986 : Les 7 Derniers Outrages
- 1986 : Sexandroïde
- 1986 : Pénis Express (ou Sex Press)
- 1987 : La Religieuse dévergondée (sous le nom de Michel Bistre)
- 1987 : L'École est finie
- 1987 : Le Petit Poissonnier (ou Pêcheurs de moules) avec Patrick Le Nain
- 1987 : Sacrilèges (sous le nom de Mike Garfield)
- 1988 : Saute-minets (ou Fellations entre hommes) (sous le nom de Michel Bistre)
- 1988 : Mémoires d'une jeune servante
- 1988 : Sex and the Happy Landlord (sous le nom de Mike Garfield)
- 1988 : Transverse Tail avec Rachel Ashley, Ron Jeremy
- 1988 : Jeux de baise à la fête foraine
- 1988 : Spécial viol (compilation) avec Tanya Valis
- 1988 : Jeunes minets pervers
- 1988 : Du boudoir au trottoir
- 1988 : La Femme en noir avec Tracey Adams, Christophe Clark et Philippe Soine
- 1988 : L'Éducation d'Anna avec Keisha, Joy Karin's
- 1988 : La Protégée de Lola avec Alan L'Yle, Céline Gallone, Sandrine Van Herpe et Tenessy
- 1989 : Belle d'amour avec Rocco Siffredi, Richard Allan, Nathalie Christal et Barbara Helner
- 1989 : Attention F... (ou Attention fillettes) avec Rocco Siffredi, Christophe Clark, Roberto Malone et Jean-Paul Bride
- 1989 : Liaisons coupables avec Roberto Malone, Michaelle Anders, Jean-Pierre Armand
- 1989 : La Ceinture de chasteté avec Tracey Adams
- 1989 : Vêtements fantômes
- 1989 : Les Rendez-vous de Sylvia avec Rocco Siffredi
- 1989 : Chantage de femmes avec Christophe Clark et Marie Noelly
- 1989 : Étreintes à la prison de femmes avec Marie Noelly, Laura Valérie
- 1989 : Les Couples du Père Lachaise (sous le nom de Éric Bistre) avec Franck Mazard
- 1990 : À force de plaisirs avec Joy Karin's, Christophe Clark
- 1990 : Elle préfère les vieux avec Christophe Clark, Roberto Malone, Rocco Siffredi et Tracey Adams
- 1990 : Viol au téléphone (ou Sexterror) avec Rocco Siffredi, Christophe Clark, Roberto Malone et Tracey Adams
- 1990 : Désir clinique avec Laura Valérie
- 1990 : Bittes latex 1 (sous le nom de Mike Garfield)
- 1990 : Bittes latex 2 (sous le nom de Mike Garfield)
- 1991 : Sacrée Poupée (sous le nom de Richard Romain) avec Sandrine Van Herpe et Hervé Pierre-Gustave
- 1991 : Ciné amateur avec Christophe Clark, Laura Valérie, Madison et Phillippe Soine
- 1991 : Souris d'hôtel avec Deborah Wells, Tracey Adams
- 1991 : Couples infidèles avec Carole Tredille et Christophe Clark
- 1991 : Allô fantasmes ici docteur avec Carole Tredille et Laura Valérie
- 1991 : Photos passions avec Tracey Adams
- 1991 : Vue sur maison close avec Christophe Clark, Deborah Wells, Laura Valérie
- 1991 : Noces rituelles (sous le nom de Richard Romain)
- 1991 : Les Putes de l'autoroute avec Coralie Trinh Thi, Olivia Del Rio, Élodie Chérie et Carole Tredille
- 1991 : Offertes à tout 1 avec Julia Channel
- 1992 : Offertes à tout 2 avec Chloë des Lysses, Piotr Stanislas
- 1992 : Constat d'adultère avec Carolyn Monroe, Rocco Siffredi, Béatrice Valle
- 1992 : Filles de passes avec April Summer, Béatrice Valle, Carole Nash, Alain L'Yle, Jean-Yves Le Castel
- 1992 : Elles voulaient être stars avec Deidre Holland, et Jon Dough
- 1992 : Les Menteuses avec Rocco Siffredi, Carolyn Monroe
- 1992 : Ardente Marianne (ou Marianne on Tour) avec Marianne Aubert et Christophe Clark
- 1992 : Surprise aérienne (sous le nom de Richard Romain)
- 1992 : Thalasso (sous le nom de Richard Romain)
- 1992 : U elle aime avec Guy Royer, Hervé-Pierre Gustave
- 1992 : Trafic féminin
- 1992 : Soirée très privée (ou Partouze géante) (sous le nom de Michel Bistre)
- 1992 : Le Tour de Manie Velle avec Lynn LeMay, Jean-Yves Le Castel
- 1992 : Les Clés du plaisir avec Béatrice Valle, Eric Weiss, Jean-Yves Le Castel
- 1992 : Intimité violée (ou Zorro's Intimate Violation) avec Christophe Clark
- 1992 : Infirmières vicieuses pour armée en déroute avec Joy Karins et Piotr Stanislas
- 1992 : Étudiantes vicieuses pour vendanges juteuses (ou Les Vendanges juteuses)
- 1992 : Éducation d'une pute avec Philippe Soine
- 1992 : La Star déchue avec Carole Tredille
- 1992 : Corrida torride
- 1992 : Parfum d'orgasmes (sous le nom de Michel Bistre) avec Tracey Adams et Philippe Soine
- 1993 : Offertes à tout 3 avec Élodie Chérie et Christophe Clark
- 1993 : Les Mémoires d'une pute (sous le nom de Pierre Legrand) avec Richard Langin et Laura Valérie
- 1993 : Puzzle sexe (sous le nom de Pierre Legrand)
- 1993 : Plaisirs salés (sous le nom de Michel Bistre)
- 1993 : Le Véritable Kamasutra version hard
- 1993 : Le Mariage des enfoirés
- 1993 : Beauties in Paradise avec Valy Verdi et Joey Silvera
- 1993 : Les Miches de la boulangère avec Élodie Chérie
- 1993 : Délit de séduction avec Deborah Wells, Christophe Clark, Élodie Chérie et Eric Weiss
- 1993 : Indiscrétions d'hôtel avec Élodie Chérie
- 1993 : Château de dames avec Babette, Jean-Yves Le Castel et Beatrice Valle
- 1993 : Carolyn Super Star avec Carolyn Monroe
- 1993 : Bouches profondes
- 1993 : La Vénus bleue avec Deborah Wells, Julia Chanel, Élodie Chérie et Christophe Clark
- 1993  : Lady Vices avec Zara Whites, Jeanna Fine, Sunny McKay et Guy Royer
- 1993 : Érection verticale avec Jean-Pierre Armand et Laura Valérie
- 1994 : Offertes à tout 4 avec Christophe Clark, Deborah Wells et Madison
- 1994 : L'Art de faire jouir
- 1994 : Gros tétons : lesbiennes (sous le nom de Michel Garfield)
- 1994 : Club Private In Seychelles avec Valy Verdi et Stasha
- 1995 : L'Art de faire jouir 2
- 1995 : Strip Tease : Masturbation féminine
- 1995 : Strip Tease : Les Effeuilleuses de Pigalle à Saint-Denis
- 1995 : Sex Machine
- 1995 : Plaisirs du rasage
- 1995 : Perversions anales
- 1995 : Les Pouvoirs invisibles : sorcellerie, magie, vaudou
- 1995 : L'Éducation sexuelle du couple
- 1998 : Inédix : Les Inédits de Michel Ricaud
- 1998 : Le Bêtisier du X coréalisé avec Alain Payet et Marc Dorcel
- 2000 : Entre femmes coréalisé avec Serge de Beaurivage et Marc Dorcel